# Heuneburg

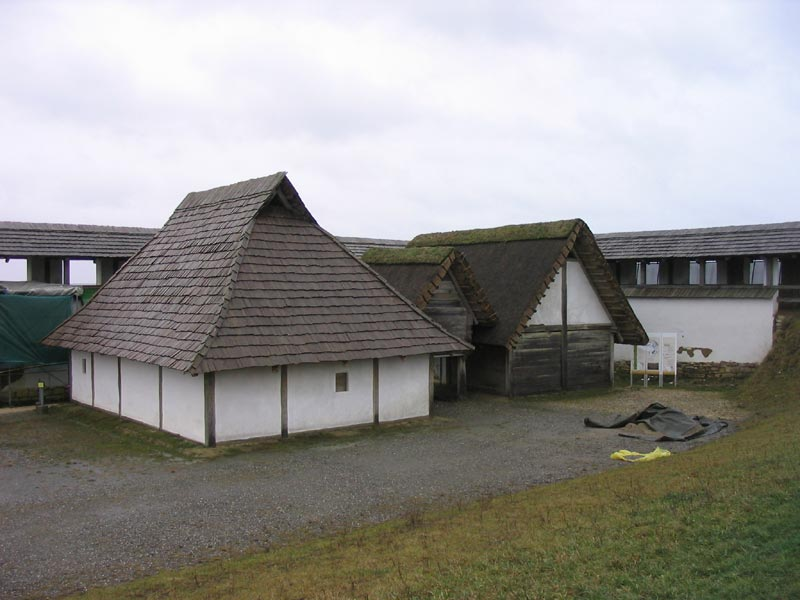
Rekonstrukcja celtyckich domów w Heuneburg, w tle mur z suszonej cegły

Heuneburg – gród; stanowisko archeologiczne z epoki żelaza, datowane na przełom okresu halsztackiego i lateńskiego; znajdował się na terenie obecnej Badenii-Wirtembergii. Położony na wzniesieniu o powierzchni 300 × 150 m. Był siedzibą dynastii plemienia Celtów.
Wyróżnia się kilka faz:
- w pierwszej fazie istnienia zostały wzniesione mury o konstrukcji skrzyniowo-zrębowej. Południowa część grodu była dodatkowo broniona palisadami i fosami. Równocześnie występowała osada otwarta.
- nastąpiła przebudowa grodu. W miejscu starych umocnień wzniesiono wysoki na cztery metry mur z blankami z cegły suszonej na słońcu. Mamy tu widocznie nawiązania do cywilizacji basenu Morza Śródziemnego. Prawdopodobnie w celu ochrony przed szkodliwymi dla cegły warunkami atmosferycznymi zewnętrzna część murów była pokryta zaprawą wodoodporną. Na odcinku północno-zachodnim w mur wbudowano co dziesięć metrów prostokątne wieże. Na południu znajdowała się brama w kamiennych łożyskach oraz podwójna fosa. Kolejną cechą nawiązującą do cywilizacji śródziemnomorskiej była pionowa i regularna zabudowa grodu.
- w latach 520-500 p.n.e. gród był oblegany i zdobyty.
- odbudowanie grodów po najeździe już z murem o konstrukcji ziemno-drewniano-zrębowej.
- wydzielono jeszcze wiele faz, w których gród był niszczony i odbudowywany.
- w IV w. p.n.e. funkcjonował jako osada otwarta.